# Unterseeboot 1018
L'Unterseeboot 1018 ou U-1018 est un sous-marin allemand (U-Boot) de type VIIC/41 utilisé par la Kriegsmarine pendant la Seconde Guerre mondiale.
Le sous-marin est commandé le 23 mars 1942 à Hambourg (Blohm + Voss), sa quille posée le 16 avril 1943, il est lancé le 1er mars 1944 et mis en service le 24 avril 1944, sous le commandement du Kapitänleutnant Ulrich Faber.
Il est coulé par la Royal Navy dans l'Atlantique Nord, en février 1945.

## Conception
Unterseeboot type VII, l'U-1018 avait un déplacement de 769 tonnes en surface et 871 tonnes en plongée. Il avait une longueur hors-tout de 67,10 m, un maître-bau de 6,20 m, une hauteur de 9,60 m et un tirant d'eau de 4,74 m. Le sous-marin était propulsé par deux hélices de 1,23 m, deux moteurs diesel Germaniawerft M6V 40/46 de 6 cylindres en ligne de 1 400 cv à 470 tr/min, produisant un total de 2 060 à 2 350 kW en surface et de deux moteurs électriques Brown, Boveri & Cie GG UB 720/8 de 375 cv à 295 tr/min, produisant un total 550 kW, en plongée. Le sous-marin avait une vitesse en surface de 17,7 nœuds (32,8 km/h) et une vitesse de 7,6 nœuds (14,1 km/h) en plongée. Immergé, il avait un rayon d'action de 80 milles marins (150 km) à 4 nœuds (7,4 km/h; 4,6 milles par heure) et pouvait atteindre une profondeur de 230 m. En surface son rayon d'action était de 8 500 milles nautiques (soit 15 700 km) à 10 nœuds (19 km/h).
L'U-1018 était équipé de cinq tubes lance-torpilles de 53,3 cm (quatre montés à l'avant et un à l'arrière) et embarquait quatorze torpilles. Il était équipé d'un canon de 8,8 cm SK C/35 (220 coups), d'un canon antiaérien de 20 mm Flak et d'un canon 37 mm Flak M/42 qui tire à 15 350 mètres avec une cadence théorique de 50 coups par minute. Il pouvait transporter 26 mines TMA ou 39 mines TMB. Son équipage comprenait 4 officiers et 40 à 56 sous-mariniers.

## Historique
Il passe son temps d'entraînement initial à la 31. Unterseebootsflottille jusqu'au 30 novembre 1944, puis il rejoint son unité de combat dans la 11. Unterseebootsflottille.
Le 17 juin 1944, un accident lors d'un exercice d'entraînement en mer Baltique fait un mort ,(Obersteuermann Walter Nellsen) et deux blessés. 
Sa première patrouille est précédée d'un court trajet de Kiel à Horten. Elle commence le 21 janvier 1945 au départ d'Horten pour les côtes britanniques. Le 27 février 1945 à 10 h 13, l'U-1018 attaque le convoi BTC-81 et torpille un navire norvégien, touché du côté tribord. Le navire se casse en deux et coule en deux minutes, emportant huit des 25 membres d'équipage.
À la suite de cette attaque, l'U-1018 est chassé par les navires d'escorte du convoi. Moins de deux heures plus tard, il est localisé et coulé au sud de Lizard Point (en), dans les Cornouailles, par des charges de profondeur de la frégate britannique HMS Loch Fada (K390) (en).
Cinquante et un des 53 membres d'équipage meurent dans cette attaque.
L'épave repose à une cinquantaine de mètres de profondeur à la position géographique 49° 56′ N, 5° 20′ O.

## Affectations
- 31. Unterseebootsflottille du 24 avril 1944 au 30 novembre 1944 (Période de formation).
- 11. Unterseebootsflottille du 1er décembre 1944 au 27 février 1945 (Unité combattante).

## Commandement
- Kapitänleutnant Ulrich Faber du 24 avril 1944 au 1er juin 1944.
- Kapitänleutnant Walter Burmeister du 2 juin 1944 au 27 février 1945.

## Patrouille(s)
|       | Commandant               | Départ          | Départ | Arrivée          | Arrivée | Jours    | Succès  |
| ----- | ------------------------ | --------------- | ------ | ---------------- | ------- | -------- | ------- |
|       | Oblt. Walter Burmeister  | 7 décembre 1944 | Kiel   | 10 décembre 1944 | Horten  | 4 jours  |         |
| 1     | Kptlt. Walter Burmeister | 21 janvier 1945 | Horten | 27 février 1945  | Coulé   | 38 jours | 1 317   |
| Total | Total                    | Total           | Total  | Total            | Total   | 42 jours | 1 317 t |

Note : Oblt. = Oberleutnant zur See - Kptlt. = Kapitänleutnant

## Navire coulé
L'U-1018 a coulé 1 navire marchand de 1 317 tonneaux au cours de l'unique patrouille (42 jours en mer) qu'il effectua.
| Date            | Nom            | Nationalité | Tonnage | Convoi | Fait  | Localisation        |
| --------------- | -------------- | ----------- | ------- | ------ | ----- | ------------------- |
| 27 février 1945 | SS Corvus (en) | Norvège     | 1 317   | BTC-81 | Coulé | 49° 55′ N, 5° 22′ O |